# Städtische Universität Nagoya

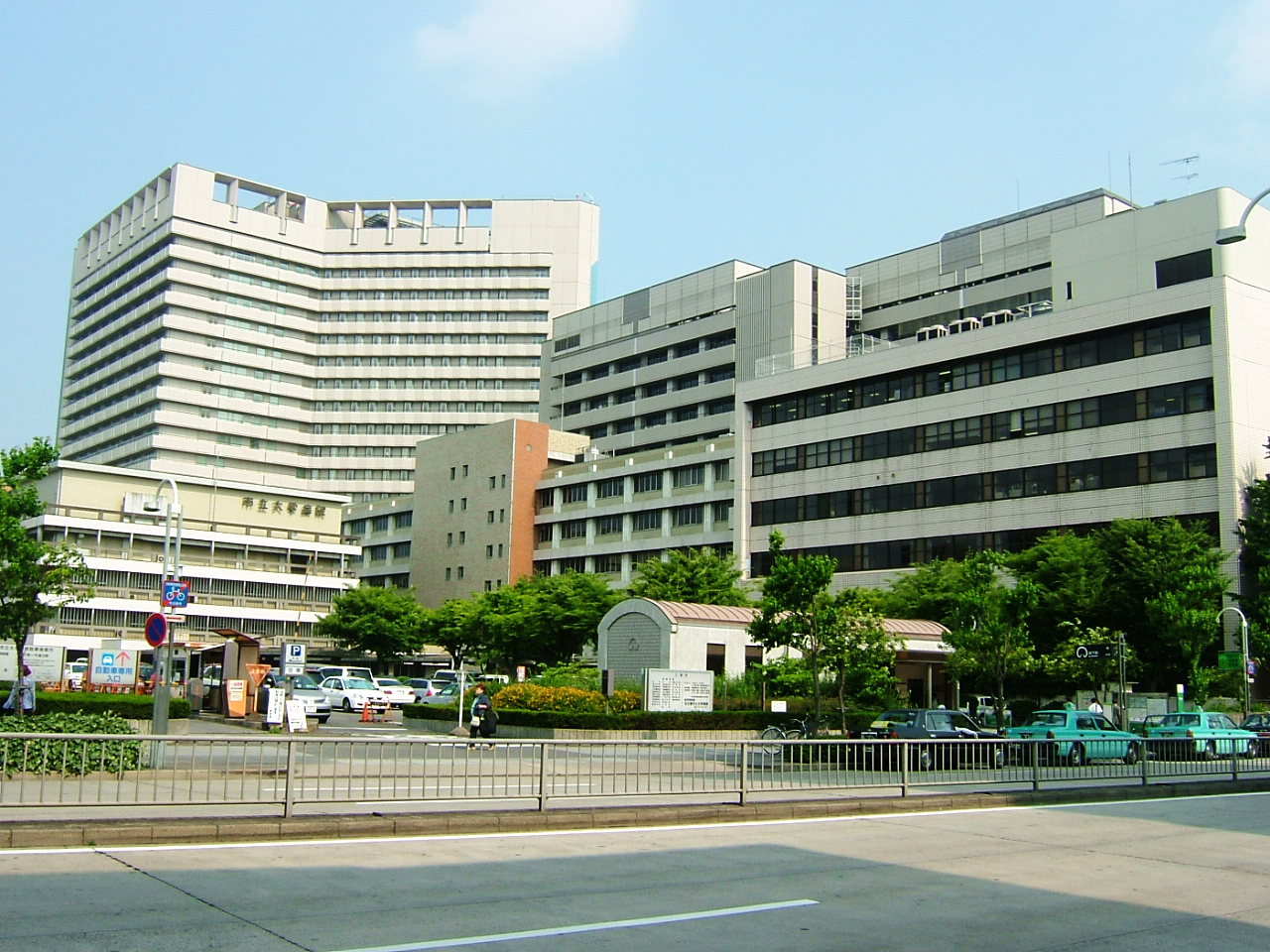
Universitätskrankenhaus im Sakurayama-Campus

Die Städtische Universität Nagoya (jap. 名古屋市立大学, Nagoya-shiritsu daigaku; engl. Nagoya City University, kurz: NCU) ist eine von der japanischen Stadt Nagoya getragene Universität.
Der Hauptcampus (Sakurayama) mit dem Universitätskrankenhaus liegt in Mizuho-ku, Nagoya. Darüber hinaus gibt es noch drei weitere Campus innerhalb des Stadtgebietes.

## Geschichte
Die Universität entstand im Jahr 1950 durch einen Zusammenschluss der renommierten Pharmakologischen Hochschule (gegründet 1884) mit der Medizinischen Frauenhochschule (gegründet 1943). Im Jahr 1964 wurde die Fakultät der Wirtschaftswissenschaften gegründet.

## Fakultäten
- Sakurayama (Kawasumi)-Campus (in Mizuho-ku, Nagoya, 35° 8′ 21,9″ N, 136° 56′ 6,7″ OKoordinaten: 35° 8′ 21,9″ N, 136° 56′ 6,7″ O):
  - Fakultät für Medizin
  - Fakultät für Krankenpflege
- Tanabedōri-Campus (in Mizuho-ku, Nagoya, 35° 7′ 52,1″ N, 136° 56′ 38,2″ O):
  - Fakultät für Pharmazie
- Takiko (Yamanohata)-Campus (in Mizuho-ku, Nagoya, 35° 8′ 17,4″ N, 136° 55′ 35,2″ O):
  - Fakultät für Wirtschaftswissenschaften
  - Fakultät für Geistes- und Sozialwissenschaften
- Kita-Chikusa-Campus (in Chikusa-ku, Nagoya, 35° 10′ 52,9″ N, 136° 56′ 53,2″ O):
  - Fakultät für Design und Architektur